# Pentium III
Pentium III (được bán trên thị trường là Intel Pentium III Processor, không chính thức với tên PIII) là bộ vi xử lý 32 bit x86 và máy tính để bàn của Intel dựa trên vi kiến trúc P6 thế hệ thứ sáu được giới thiệu vào ngày 26 tháng 2 năm 1999. Bộ xử lý ban đầu của thương hiệu được giới thiệu vào ngày 26 tháng 2 năm 1999. rất giống với các bộ vi xử lý có thương hiệu Pentium II trước đó. Sự khác biệt đáng chú ý nhất là việc bổ sung tập lệnh SSE (để tăng tốc phép tính song song và tính toán song song số thực dấu phẩy động) và giới thiệu số sê-ri gây tranh cãi được nhúng trong chip trong quá trình sản xuất.
Ngay cả sau khi phát hành Pentium 4 vào cuối năm 2000, Pentium III vẫn tiếp tục được sản xuất cho đến tháng 3 năm 2003.

## Lõi bộ xử lý

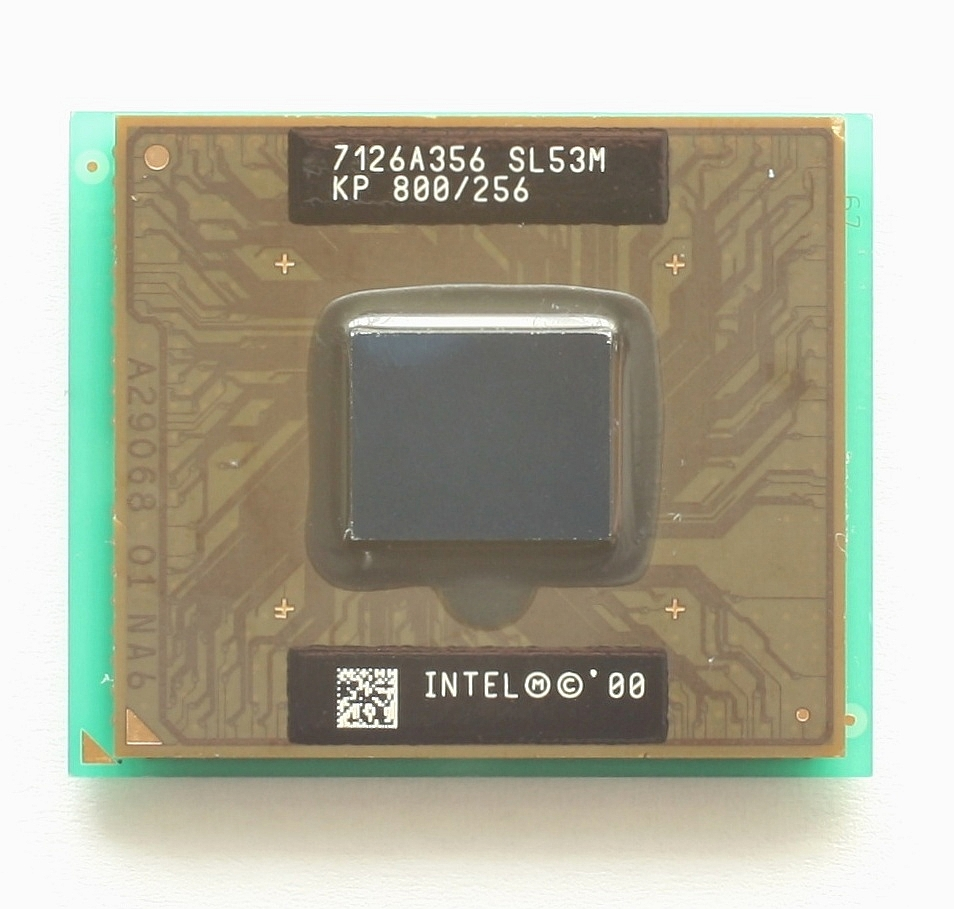
Vi xử lí Pentium III dành cho các thiết bị di động

Tương tự như Pentium II, Pentium IIIcũng được đi kèm với thương hiệu Celeron cho các phiên bản cấp thấp hơn và Xeon cho các dẫn xuất cao cấp (máy chủ và máy trạm). Pentium III cuối cùng đã được thay thế bởi Pentium 4, nhưng lõi Tualatin (vi xử lý)|Tualatin]] của nó vẫn là cơ sở cho Pentium M CPU,  vốn sử dụng nhiều ý tưởng từ vi kiến trúc P6. Sau đó, đó là kiến trúc vi mô Pentium M của CPU thương hiệu Pentium M, chứ không phải NetBurst được tìm thấy trong bộ xử lý Pentium 4, tạo nên nền tảng cho kiến trúc vi mô Core tạo ra hiệu quả năng lượng của Intel mang nhãn hiệu Core 2, Pentium Dual-Core, Celeron (Core) và Xeon.